# Jacques Bourdis
Jacques Bourdis, né le 10 novembre 1920 à Grenoble et mort le 9 avril 2007 à Paris, est un général français, compagnon de la Libération et grand-croix de la Légion d'honneur. 
Ralliant la France libre après avoir entendu l'Appel du 18 juin, il participe au sein de la 13e demi-brigade de Légion étrangère (13e DBLE)  aux combats en Libye, aux campagnes de Tunisie, d'Italie et à la libération de la France. 
Poursuivant sa carrière militaire après la guerre, ils occupe de nombreuses fonctions de commandement, en particulier en Allemagne, et prend sa retraite avec le grade de général de corps d'armée après quarante années au service de la France.

## Biographie

### Jeunesse et engagement
Issu d'une famille bourgeoise dauphinoise, Jacques Bourdis naît le 10 novembre 1920 à Grenoble. Après avoir effectué une préparation militaire supérieure, il démarre des études à la faculté de lettres de Grenoble.

### Seconde Guerre mondiale
En 1940, alors qu'il vient de se présenter au concours d'entrée de l'École spéciale militaire de Saint-Cyr, l'armée française est vaincue lors de la bataille de France. Ayant pris connaissance de l'appel du général de Gaulle, il décide de impliquer dans la lutte contre l'occupant allemand. Il part pour Montpellier puis pour Sète où le 23 juin un cargo anglais accepte de le prendre à son bord. Après une escale à Gibraltar, il débarque à Liverpool le 10 juillet 1940. Engagé dans les forces françaises libres, il est affecté au bataillon de chasseurs de Camberley où il suit les cours du peloton d'élèves aspirants. Promu à ce grade le 1er mai 1941, il est envoyé en Afrique-Équatoriale française puis au Levant.
Le 1er septembre 1941, il est affecté au 2e bataillon de la 13e demi-brigade de Légion étrangère (13e DBLE) qu'il suivra pendant toute la guerre. Promu sous-lieutenant, il se distingue à la bataille de Bir Hakeim où, du 27 mai au 7 juin 1942, il mène de nombreuses patrouilles au nord de la position française. Au cours de l'évacuation du poste dans la nuit du 10 au 11 juin, son véhicule est immobilisé par un tir ennemi et se retrouve esseulé. Il poursuit sa route à pied en compagnie de ses deux hommes d'équipage et rencontre un autre véhicule touché dont le conducteur est blessé. Soignant le conducteur et remettant le véhicule en marche, ils parviennent à rejoindre les lignes françaises en recueillant au passage deux officiers britanniques égarés. Quelques mois plus tard, il s'illustre à nouveau lors de la seconde bataille d'El Alamein d'octobre à novembre 1942. Il prend ensuite part à la campagne de Tunisie en 1943 puis fait partie du corps expéditionnaire français en Italie. En août 1944, toujours avec la 13e DBLE, il participe au débarquement de Provence et prend part à la libération de la France.
Promu lieutenant, il participe à la campagne d'Alsace où il se distingue une nouvelle fois en décembre 1944 à Thann. Le 23 janvier 1945, il contribue à l'échec d'une contre-attaque allemande à Illhaeusern. Deux jours plus tard à Elsenheim, alors qu'il mène ses hommes à l'assaut d'une position ennemie, il est blessé au bras et au dos par des éclats d'obus. Après un mois de convalescence, il retrouve son unité dans les Alpes et combat au massif de l'Authion.

### Après-guerre
Jacques Bourdis est promu capitaine en août 1945 et part pour la zone d'occupation française en Allemagne où il est aide de camp du général Kœnig. Toujours en Allemagne, il passe dans la zone britannique où il est officier de liaison auprès de la British Army jusqu'en 1950. Il est ensuite affecté au 20e bataillon de chasseurs portés à Freudenstadt puis est engagé dans la guerre d'Indochine au cours de laquelle il sert dans les rangs des 3e et 2e régiments étrangers d'infanterie. En 1953, il retrouve sa ville natale où il exerce des fonctions d'état-major au sein de la 27e division d'infanterie alpine avant de repartir en Allemagne comme officier d'état-major auprès du général Jacquot, commandant en chef des forces françaises en Allemagne.
Il est reçu à l'École supérieure de guerre en 1957 après avoir été promu chef de bataillon. De 1959 à 1961, il commande le 159e bataillon d'infanterie alpine en Kabylie. Passé lieutenant-colonel, il sert de 1961 à 1963 au service d'information des armées avant d'être attaché militaire auprès de l'ambassade de France en Grèce de 1963 à 1966. Il repart à nouveau en Allemagne de 1966 à 1968 avec le grade de colonel pour prendre le commandement du 46e régiment d'infanterie. En 1968, il intègre le centre des hautes études militaires où il étudie jusqu'en 1969.
En 1970, Jacques Bourdis est nommé général de brigade et exerce la fonction de chef du cabinet militaire des premiers ministres Jacques Chaban-Delmas et Pierre Messmer jusqu'en 1973, année où il est promu général de division. Commandant la 7e division d'infanterie à Mulhouse de 1973 à 1975, il est ensuite adjoint du général commandant la 1re armée à Strasbourg. Élevé au rang de général de corps d'armée en 1977, il est conseiller du Gouvernement pour la défense puis prend le commandement de la 2e région militaire à Lille de 1978 à 1980, étant dans le même temps membre du conseil supérieur de l'armée de terre. Jacques Bourdis est admis dans la 2e section des officiers généraux en novembre 1980. De 1981 à 1986, il est chef de la division études à l'Union de l'Europe occidentale. Nommé membre du conseil de l'Ordre de la Libération en janvier 2007, le général Jacques Bourdis meurt le 9 avril de la même année à Paris et est inhumé dans sa ville natale de Grenoble.

## Décorations
|  |  |  |  |  |  |
|  |  |  |  |  |  |
|  |  |  |  |  |  |
|  |  |  |  |  |  |
|  |  |  |  |  |  |

| Grand croix de la Légion d'Honneur                            | Grand croix de la Légion d'Honneur                            | Compagnon de la Libération                                         | Compagnon de la Libération                                         | Grand croix de l'Ordre national du mérite                            | Grand croix de l'Ordre national du mérite                            |
| Croix de Guerre 1939-1945                                     | Croix de Guerre 1939-1945                                     | Croix de guerre des Théâtres d'opérations extérieurs               | Croix de guerre des Théâtres d'opérations extérieurs               | Croix de la Valeur militaire                                         | Croix de la Valeur militaire                                         |
| Croix du combattant volontaire Avec agrafe "Guerre 1939-1945" | Croix du combattant volontaire Avec agrafe "Guerre 1939-1945" | Médaille coloniale Avec agrafes "Libye", "Bir Hakeim" et "Tunisie" | Médaille coloniale Avec agrafes "Libye", "Bir Hakeim" et "Tunisie" | Médaille commémorative des services volontaires dans la France libre | Médaille commémorative des services volontaires dans la France libre |
| Chevalier de l'Ordre de Dannebrog (Danemark)                  | Chevalier de l'Ordre de Dannebrog (Danemark)                  | Officier de l'Ordre d'Adolphe de Nassau (Luxembourg)               | Officier de l'Ordre d'Adolphe de Nassau (Luxembourg)               | Commandeur de l'Ordre de Georges Ier (Grèce)                         | Commandeur de l'Ordre de Georges Ier (Grèce)                         |
| Officier de l'Ordre du million d'éléphants (Laos)             |                                                               |                                                                    |                                                                    |                                                                      |                                                                      |